# Sonic Boom: Feuer & Eis
Sonic Boom: Feuer & Eis, international auch als Sonic Boom: Fire & Ice sowie in Japan als Sonic Toon: Fire & Ice (jap.: ソニックトゥーン ファイアー＆アイス, Hepburn: Sonikku Tūn Faiā & Aisu) bekannt, ist ein 2D-Jump-’n’-Run-Videospiel, das vom Sanzaru Games entwickelt und von Sega erstmals am 27. September 2016 für den Nintendo 3DS veröffentlicht wurde.
Nach den kommerziellen Misserfolgen und dem entstandenen Imageschaden der beiden vorangegangenen Sonic-Boom-Spiele im Jahre 2014 kam die Veröffentlichung einen weiteren Spiels im Jahre 2016 mehr als überraschend. Sonic Boom: Feuer & Eis knüpft dabei an den vorherigen 3DS-Ableger an und wurde auch erneut von Sanzaru Games entwickelt. Im Schnitt sehen viele diesen Titel als den besten der Sonic-Boom-Serie.
Die anderen beiden der insgesamt drei Spiele der Sonic-Boom-Serie sind Sonic Boom: Lyrics Aufstieg (2014) für Wii U und Sonic Boom: Der zerbrochene Kristall (2014) für den Nintendo 3DS.

## Handlung
In Sonics Welt spielt das Wetter verrückt. Tails findet heraus, dass energiegeladene Geysire, die an Rissen über das ganze Land verteilt sind, etwas damit zu tun haben müssen. Sonic und Amy können einen Geysir versiegeln und erhalten dabei auf mysteriöse Weise die Fähigkeit auf ihre Kommunikationsarmbänder, sich feurig heiß aufzuladen, um Eis zu schmelzen oder frostige Kälte auszustrahlen, um Wasser zu gefrieren. Tails gelingt es, die Fähigkeit auch auf die Armbänder von sich selbst sowie Knuckles und Sticks zu übertragen, sodass alle fünf darüber verfügen. Sie beschließen, sich gemeinsam auf den Weg zu machen, um alle Risse der Geysire zu versiegeln, wodurch sich das Wetter jedes Mal ein wenig mehr stabilisiert.
Die Helden treffen dabei wiederholt auf einen kleinen Roboter namens D-Fekt, der von Dr. Eggman den Auftrag erhält, die Risse zu beschützen. Dadurch stellt sich heraus, dass Dr. Eggman die Risse verursachte, weil er ein energiegeladenes Metall namens Ragnium suchte, von dem er sich erhofft, Sonic zu besiegen. Die fünf Helden reisen also durch das ganze Land und versiegeln nicht nur die Risse, sondern sammeln auch das Ragnium vor Dr. Eggman ein. Der kleine Roboter D-Fekt kann dabei die Kontrolle über riesige, mächtige Roboter übernehmen, womit er sich mehrmals Sonic und seinen Freunden vergeblich in den Weg stellt. Am finalen Riss, der versiegelt wird und sich das Wetter daraufhin komplett normalisiert, gerät D-Fekt völlig außer Kontrolle, wodurch er die Ragnium-Mine unbeabsichtigt komplett zerstört und Dr. Eggman fortan kein Ragnium mehr schürfen kann. Weil Sticks Gefallen an D-Fekt gefunden hat, entschärft Tails den kleinen Roboter zu einem harmlosen Spielgefährten für Sticks.

## Gameplay
In Sonic Boom: Feuer & Eis übernimmt der Spieler die Kontrolle über den blauen Igel Sonic und seine Freunde in einem zweidimensionalen Jump-’n’-Run-Abenteuer. Dabei kann man über den Touchscreen zwischen den Charakteren Sonic, den zweischwänzigen Fuchs Tails, den muskulösen Echidna Knuckles, der Igeldame Amy Rose und dem Dachsmädchen Sticks wechseln, die alle über individuelle Fähigkeiten verfügen, die für den Spielfortschritt zwingend entsprechend genutzt werden müssen und kurz nach Spielbeginn nacheinander freigespielt werden. Alle fünf Spielfiguren verfügen dabei über einen Doppelsprung, eine Stampfattacke, einen Sprintmove und die Homing Attack, womit sie eine direkte, zielgerichtete Attacke auf nahegelegene, mit Fadenkreuzen entsprechend markierte Ziele wie Gegner oder Bumper ausführen können. Sonic kann seinen Spin Dash und den Air Dash nutzen, um entsprechende Felsen oder Gegner aus dem Weg zu räumen. Tails kann für kurze Zeit fliegen und Bomben werfen. Knuckles kann für begrenzte Zeit im Untergrund graben sowie stärkere Schläge in alle vier Himmelsrichtungen ausführen. Amy, die in Sonic Boom: Der zerbrochene Kristall noch nicht spielbar war, nutzt in diesem Abenteuer ihren Hammer, um Dinge oder Gegner zu zerstören und Sticks kann ihren steuerbaren Bumerang werfen, um Schalter zu betätigen, Gegner zu besiegen oder Items zu erreichen. Alle Charaktere verfügen auch erneut über den „Enerbeam“, mit dem sie sich an vorgesehenen Stellen fortbewegen und bestimmten Gegnern den Schutzschild entreißen können. Neu ist diesmal, dass alle Charakter bei Betätigung der L- und R-Tasten zwischen einer Feuer- und einer Eis-Fähigkeiten wechseln müssen, um an den entsprechenden Stellen in den Leveln Eis zu schmelzen oder Wasser zu gefrieren. Bei Berührung können die goldenen Ringe eingesammelt werden; Nimmt die Spielfigur Schaden, verliert sie die Ringe. Nimmt die Spielfigur Schaden, ohne Ringe zu besitzen oder fällt in einen tödlichen Abgrund, muss vom Beginn des Levels oder vom letzten Checkpoint in Form von antiken Monumenten erneut begonnen werden. Es gibt kein serientypisches Extralebensystem oder Itemboxen.
Das Spiel besteht aus den sechs Oberwelten Kodiak Frontier, Seaside Island, Paleo Tarpits, Cutthroat Cove, Gothic Gardens und Ragna Rock, die mit einem Kartensystem miteinander verbunden sind und aus jeweils 4 Action Stages, den drei Minigame-Stages Fissure Tunnel, Hovercraft und Sea Fox und teils einem Bosskampf bestehen. Auf der optionalen Welt Thunder Island lassen sich Bot Races gegen andere Spieler oder gegen Computergegner austragen. In den Action Stages sind verschiedene Collectibles verteilt, die es zu sammeln gibt in Form von Amys Hämmern, Sticks' Schrott und Dr. Eggmans Ragnium, welche erneut kleinere Gimmicks, wie Beschreibungen von Episoden der TV-Serie, freischalten können.

## Synchronisation
Die Synchronsprecher der Sonic-Boom-Spiele entsprechen größtenteils denen aus den Vorgängerspielen und der Sonic-Boom-TV-Serie. Eine Ausnahme bildet die deutsche Stimme von Dr. Eggman, als Hartmut Neugebauer die Rolle in den Spielen annahm, aber für die TV-Serie ablehnte. In der Serie übernahm erstmals Johannes Oliver Hamm die Rolle des Dr. Eggman und behielt sie nach dem Tod Neugebauers im Jahre 2017 auch für die Spiele ab Team Sonic Racing (2019) bei.
| Synchronsprecher in Sonic Boom: Feuer & Eis | Synchronsprecher in Sonic Boom: Feuer & Eis | Synchronsprecher in Sonic Boom: Feuer & Eis | Synchronsprecher in Sonic Boom: Feuer & Eis | Synchronsprecher in Sonic Boom: Feuer & Eis | Synchronsprecher in Sonic Boom: Feuer & Eis | Synchronsprecher in Sonic Boom: Feuer & Eis |
| Figur im Spiel                              | Deutscher Synchronsprecher                  | Englischer Synchronsprecher                 | Japanischer Synchronsprecher                | Französischer Synchronsprecher              | Spanischer Synchronsprecher                 | Italienischer Synchronsprecher              |
| ------------------------------------------- | ------------------------------------------- | ------------------------------------------- | ------------------------------------------- | ------------------------------------------- | ------------------------------------------- | ------------------------------------------- |
| Sonic the Hedgehog                          | Marc Stachel                                | Roger Craig Smith                           | Jun'ichi Kanemaru                           | Alexandre Gillet                            | Jonatán López                               | Renato Novara                               |
| Miles Tails Prower                          | Anke Kortemeier                             | Colleen O’Shaughnessey                      | Ryō Hirohashi                               | Marie-Eugénie Maréchal                      | Graciela Molina                             | Benedetta Ponticelli                        |
| Knuckles the Echidna                        | Claus-Peter Damitz                          | Travis Willingham                           | Nobutoshi Canna                             | Sébastien Desjours                          | Sergio Mesa                                 | Maurizio Merluzzo                           |
| Amy Rose                                    | Shandra Schadt                              | Cindy Robinson                              | Taeko Kawata                                | Naïké Fauveau                               | Meritxell Ribera                            | Serena Clerici                              |
| Sticks the Badger                           | Nicole Hannak                               | Nika Futterman                              | Aoi Yūki                                    | Claire Morin                                | Carmen Ambrós                               | Benedetta Ponticelli                        |
| Dr. Eggman                                  | Hartmut Neugebauer                          | Mike Pollock                                | Kotaro Nakamura                             | Marc Bretonnière                            | Francesc Belda                              | Aldo Stella                                 |
| Orbot                                       | Romanus Fuhrmann                            | Kirk Thornton                               | Mitsuo Iwata                                | Tony Marot                                  | Albert Vilcan                               | Massimo Di Benedetto                        |
| Cubot                                       | Matthias Horn                               | Wally Wingert                               | Wataru Takagi                               | Benjamin Pascal                             | Xadi Mouslemeni Mateu                       | Luca Sandri                                 |

## Entwicklung
Sonic Boom: Feuer & Eis wurde am 9. Juni 2015 offiziell erstmals angekündigt. Nach den negativen Kritiken und Verkaufszahlen der Vorgängerspiele kam ein Nachfolger allgemein überraschend. Sega erklärte, dass das Entwicklerstudio Sanzaru Games, welche bereits für Sonic Boom: Der zerbrochene Kristall verantwortlich waren, motiviert wurden durch die Tatsache, dass ihre kleinere 3DS-Variante in den allgemeinen Wertungen meist besser abschnitt als das eigentliche Hauptspiel Sonic Boom: Lyrics Aufstieg von Big Red Button, weswegen sie sich die Kritik zu Herzen nahmen und ein spürbar besseres Spielerlebnis bieten wollten, nachdem sie sich inzwischen besser mit der Technik des Nintendo 3DS und der Sonic-Serie auskannten. Sanzaru Games ließ sich dafür von erfahrenen Sonic-Spielern berichten, welche Passagen ihres Spiels ihnen am meisten und am wenigsten gefiel. Als Resultat dieser Auswertungen wurde Sonic Boom: Feuer & Eis allgemein schneller, bot jedoch vor allem kürzere Level sowie intelligenteres, lineareres Leveldesign und es sollten keine Collectibles für das Freischalten weiterer Level gesammelt werden.
Am 14. September 2015 verkündete Sega, dass sich der geplante Release des Spiels von Ende 2015 auf das Jahr 2016 verschiebe, um mehr Entwicklungszeit zur Verbesserung des Titels zu haben und ein besseres Produkt abliefern zu können. Das Spiel erschien als finales Produkt der Sonic-Boom-Serie am 27. September 2016 in Nordamerika, am 30. September 2016 in Europa und am 27. Oktober 2016 unter dem Namen Sonic Toon: Fire & Ice in Japan.

## Rezeption
Sonic Boom: Feuer & Eis wurde von der Fachpresse überwiegend durchschnittlich und versöhnlich aufgenommen, erzielte es doch im Schnitt weitaus höhere Wertungen als die Vorgänger Sonic Boom: Lyrics Aufstieg und Sonic Boom: Der zerbrochene Kristall, was aber von vielen als irrelevante Schönheitskorrektur angesehen wurde, da enttäuschte Fans dem neuen Spiel unter dem Sonic-Boom-Brand kein Vertrauen mehr schenkten.

„Trotz des heißkalten Element-Wechsel-Features finde ich den neuesten Igelhüpfer eher so lauwarm. An der Steuerung habe ich nichts auszusetzen, auch die Abwechslung mit den fünf Charakteren passt. Und dass Feuer & Eis recht einfach ausgefallen ist, stellt für mich kein Ausschlusskriterium dar. Trotzdem fehlt mir was: verrückte Leveldesign-Ideen, coole Bossgegner, spannende Umgebungen. Dieses Sonic-Spiel kann man spielen, man kommt aber auch ohne aus. Spielerisch vernünftiger Sonic-Hüpfer mit ordentlich Abwechslung und Umfang – jedoch ohne zündende Ideen, Charme und Eigenständigkeit.“

„Als Sonic-Veteran fühlte ich mich von Feuer und Eis etwas unterfordert. Die Geschwindigkeit ist bei Weitem nicht so hoch wie in früheren Titeln und die simplen, sich wiederholenden Versatzstücke der Geschicklichkeitseinlagen sind schnell durchschaut. Dennoch hat mir das neue Sonic Boom Spaß gemacht. Die Steuerung ist eingängig, die Levels sehen hübsch aus und die toll präsentierten Bosskämpfe sind eine wahre Freude. Der miese Vorgänger ist hiermit vergessen. Dennoch kann das neue Sonic-Abenteuer nicht mit der großen Konkurrenz aus dem Genre mithalten. Hierfür fehlt es dem Titel an Ideen und Abwechslung. Aufgrund der knuffigen Präsentation kann ich Feuer und Eis jüngeren Zockern aber empfehlen. Ein nettes Spiel für zwischendurch.“

„Aufatmen, Sonic-Fans! Nach dem ziemlich durchwachsenen Sonic Boom: Der zerbrochene Kristall kehrt Sonic passend zum Jubiläum mit einem ordentlichen 2D-Abenteuer auf den Nintendo 3DS zurück. Die neuen Feuer- und Eismechaniken, coole Bosskämpfe sowie angenehme Abwechslung im Abenteuermodus stehen einem etwas zu niedrigem Schwierigkeitsgrad und einer inkonsequenten Integration der spielbaren Charaktere gegenüber. Dennoch beweist unser ans Herz gewachsene Igel, dass er selbst nach einem Vierteljahrhundert noch lange nicht am Ende ist und wird Fans von mobilen 2D-Plattformern gut unterhalten. Da muss sich Dr. Eggman schon etwas mehr einfallen lassen, um Sonics Geburtstagsparty zu crashen!“

Auch veröffentlichte Sega keine offiziellen Verkaufszahlen, die auch unter Berücksichtigung der späten Veröffentlichung im Lebenszyklus des Nintendo 3DS aus vielen Gründen einen sehr schweren Stand gehabt haben dürften.